# Ackompanjemang
Ackompanjemang, (vardagligt komp) av franska accompagner 'ledsaga', är musik som beledsagar en eller flera sjungna eller instrumentala stämmor. Ibland har ackompanjemanget en underordnad, stödjande funktion, men lika ofta har de ackompanjerande stämmorna en självständig och dialogskapande roll.